# 新祐樹
新祐樹（日语：／ Shin Yūki，1994年3月6日—）是日本男聲優，隸屬於賢Production。

## 出演作品

### 電視動畫
2014年
- 排球少年！！（輪島友和）

2016年
- 甲鐵城的卡巴內里（傳令）
- 境界之輪迴（男子、教師）
- Heybot!（莫艾魯）
- 一課一練（C型學生）

2017年
- 龍的牙醫
- 光之美少女：食尚甜心（高校生）
- 數碼寶貝-APP獸（旅行獸）
- 來自深淵（觀眾、耶爾梅）
- Wake Up, Girls! 新章（男子A）
- 龍族拼圖X（店員）
- 戰刻夜想曲（家臣）
- 夢幻慶典！R（稻增秋臣）
- 名偵探柯南（店員）

2018年
- 續 刀剣乱舞-花丸-（狐之助）
- 伊藤潤二驚選集（男學生）
- 閃電十一人 阿瑞斯的天秤（學生、叶音一矢、不良B）
- 閃電十一人 獵戶座的刻印（貝加莫·雷吉特、朴智元）
- 飛龍女孩（救護班員A、增山、整備員、通訊員A）
- 皇帝聖印戰記（少年）
- Butlers～千年百年物語～（男學生）
- 寶可夢 太陽&月亮（客人）
- 偶像學園Friends！（粉絲）
- 我的英雄學院 第3期（廣播員）
- 千銃士（約翰）
- 海螺小姐
- 機獸戰記 狂野爆發（噴噴村 村民）
- 工作細胞（初始T細胞1）
- 來自繽紛世界的明日（同班同學、學生會長）
- Banana Fish（職員、仲間、麥克、青年）
- 寄宿學校的茱麗葉（男學生）
- 妖怪手錶 光影之卷（海草）

2019年
- 偶像學園Friends！（男性工作人員、記者）
- 不吉波普不笑（少年、京）
- 川柳少女（男子A、男性、通行人）
- 皿三昧（選手B）
- 賢者之孫（諾茵·柯蒂斯）
- 偶像夢幻祭（學生）
- GIVEN 被贈與的未來（吉田由紀）
- 刺客守則（黑衣男、觀眾、金的部下、狼型藍坎斯洛普、卡涅爾、村人、面具男、講師）
- BEASTARS（非洲野犬）
- 夢幻之星Online2 EPISODE ORACLE（男性）
- 決鬥大師！！（蒼刀之輝將、廣播員）
- 寶可夢 旅途（芳士）

2020年
- 寶可夢 旅途（史蒂夫、火箭彈精銳、弟子）
- 別對映像研出手！（空調管理部）
- 花牌情緣3（田丸剛）
- 決鬥大師 KING（多爾茨維·阿斯特里奧、綺羅星的豪傑、蒼刀之輝將、The 布里漢斯、激烈元氣Morning Joe、庫克、播音員、至寶を奪う月のロンリネス、那由多 アストロ宙ノ、百萬面相 蜥蜴丸、地封龍 蓋亞）
- 哆啦A夢（王子）
- 我的英雄學院 第4期（轟夏雄）
- 更多！認真地不認真的怪俠佐羅利（犀牛、開發員）
- 最響Kamiz Mode!（剛鐵）
- 排球少年！！TO THE TOP（輪島友和）
- 憂國的莫里亞蒂（提特·帕米巴爾）

2021年
- 寶可夢 旅途（火箭隊部下、火箭隊團員）
- 決鬥大師 KING（「修羅」之鬼 修羅天狗、下町的拿破崙炭）
- 決鬥大師 KING！（The 布雷漢斯、百萬面相 蜥蜴丸、下町的拿破崙炭、帕里吉里斯、聖靈王阿爾卡迪亞、多爾茲維·阿斯特里奧、碎慄接續 Grateful·Ben、超九極 桃塔羅斯、青寂的精靈龍 卡涅爾、終末的時鐘·Clock、龍霸 グレンモルト、滅印連結 瓦爾哈扎克、帕里吉里斯、新影流·柳生·龍）
- 記錄的地平線 圓桌崩壞（冒険者、盧恩）
- 進擊的巨人 The Final Season（部下、葉卡派）
- 更多！認真地不認真的怪俠佐羅利 第2系列（M的助手）（2020年）
- 我的英雄學院 第5期（轟夏雄）
- 東京復仇者（花垣武道）
- NOMAD MEGALO BOX 2（小西格、練習生B）
- EDENS ZERO 伊甸星原（迅）
- 月光下的異世界之旅（哈扎爾）
- 結城友奈是勇者-大滿開之章-

2022年
- 怪人開發部的黑井津小姐（風祭真矢）
- 佐佐木與宮野（烏原史景）
- 平家物語（武里）
- 更多！認真地不認真的怪俠佐羅利 第3系列（研究員）
- 遊戲王GO RUSH（鏑木卓柏太郎）
- 闇影詩章F（不良、不良們、原不良）
- 派對咖孔明（小堀）
- 青之蘆葦（多摩體選手）
- 徹夜之歌（男學生）
- 我的英雄學院 第6期（轟夏雄）
- BLUE LOCK 藍色監獄（大川響鬼）
- SPY×FAMILY間諜家家酒（凱羅·坎貝爾）
- 轉生就是劍（基南）
- 入間同學入魔了！ 第3期（歐喬）

2023年
- 東京復仇者 聖夜決戰篇（花垣武道）
- 虛構推理（幽靈）
- UniteUp! 眾星齊聚（武角）
- 天國大魔境（鷹）
- EDENS ZERO 伊甸星原 第2期（迅）
- 公司的小小前輩（篠崎拓馬）
- 東京復仇者 天竺篇（花垣武道）
- 盾之勇者成名錄 Season 3（尤吉）
- 重生者的魔法一定要特別（特萊維里·泰格斯）
- 神明選拔（辰哉）
- 『催眠麥克風 -Division Rap Battle-』Rhyme Anima +（帝介）

2024年
- 月光下的異世界之旅 第二幕（吉恩·羅安）
- 戰國妖狐（丸太之闇）
- 我獨自升級（服役者）
- 身為魔王的我娶了奴隸精靈為妻，該如何表白我的愛？（主持）
- 烏鴉不擇主（市柳）
- 怪獸8號（古橋伊春）
- 小市民系列（門地讓治）
- 拉麵赤貓（部下）
- 我的英雄學院 第7期（轟夏雄）
- 七大罪 啟示錄四騎士 第2期（布拉克拉）
- 一兆＄遊戲（巨椋）
- 神明選拔 第2期（辰哉）

2025年
- UniteUp! 眾星齊聚 -Uni:Birth-（武角）
- 紅戰士在異世界成了冒險者（輕浮男）
- 異修羅 第2期（移形梟首劍勇吾）
- 機動戰士Gundam GQuuuuuuX（夏亞·阿茲納布爾）
- 小市民系列 第2期（門地讓治）
- 神統記（可恰克）
- WIND BREAKER—防風少年— Season 2（音羽律）
- 末日後酒店（狸星人兒童1）
- 正義使者 -我的英雄學院之非法英雄-（MAD HATTER團長）
- 特裝合體機器人 Jobraver（ファイヤブレイバー）
- GACHIAKUTA（賈巴）
- 殺手旅店（長谷川伊織）
- SANDA 變身聖誕老人（甘矢一詩）

2026年
- 東京復仇者 三天戰爭篇（花垣武道）

## 外部連結
- 經紀公司個人資料頁（日語）
- 新祐樹的X（前Twitter）（日語）